# Алхимикът
„Алхимикът“ е най-известният роман на Паулу Коелю. Издаден е в Бразилия през 1988 г. Романът е забележителна история за това как човек трябва да следва мечтите си. До 2004 година романът е преведен на над 40 езика и от него са продадени повече от 50 милиона копия в над 150 страни.
 Внимание:  Текстът по-долу разкрива сюжета на произведението (или части от него)!
В романа се разказва за Сантяго, млад овчар от Андалусия, който има повтарящ се сън, отвеждащ го в Северна Африка в търсене на невероятно съкровище. В романът се споменава за „Душата на Света“ и за това, че самата Земя иска от нас да бъдем щастливи.
„Алхимикът“ разказва за това, как всеки от нас има своя мисия и цел в живота, но мнозина не го осъзнават. Но най-важното, за което разказва, е за това, че трябва да правим добри дела, насочени към другите, защото самите ние не знаем какво ще бъде нашето съкровище и как ще го получим. Само ако следваме сърцето си, можем да достигнем до съкровището и да го получим.